# Teodor Kazimierz Czartoryski
Teodor Kazimierz Czartoryski (en lituanien : Teodoras Kazimieras Čartoriskis), né en 1704 à Varsovie et mort le 1er mars 1768 à Dolsk (Grande-Pologne), est un aristocrate et homme d'Église de la république des Deux Nations (royaume de Pologne et grand-duché de Lituanie, unis par le traité de Lublin de 1569), membre de la famille Czartoryski, évêque de Poznań de 1739 à sa mort, oncle du dernier roi de Pologne Stanislas II Auguste, élu en 1764.

## Biographie

### Origines familiales
La famille Czartoryski est une famille de haut rang du grand-duché de Lituanie, devenue une des très grandes familles de la république des Deux Nations (les « magnats ») au début du XVIIIe siècle.
Teodor est le quatrième des quatre enfants de Kazimierz Czartoryski, , vice-chancelier de Lituanie et castellan de Wilno (actuelle Vilnius), et d'Izabela Elżbieta Morsztyn.
Ses deux frères sont Michał Fryderyk (né en 1696), et August Aleksander (né en 1697), qui à la tête de la faction de la Familia, jouent un rôle politique de premier plan sous le règne d'Auguste III et lors de l'interrègne de 1763-1764.
Sa sœur, Constance, née en 1695, épousera un autre membre de la Familia, Stanislas Poniatowski, père de Stanislas II Auguste (à la naissance Stanislas Antoine Poniatowski).

### Formation
Destiné dès l'enfance à la prêtrise, il reçoit le titre de chanoine alors qu'il n'a que treize ans.
Il étudie à l'université pontificale grégorienne de Rome et reçoit les ordres en 1727.

### Carrière sous le règne d'Auguste II(1697-1733)
L'influence de la famille Czartoryski (Michal est vice-chancelier de Lituanie à partir de 1724 et August Aleksander, général de brigade en 1729, fait en 1731 un mariage avec une très riche héritière) lui permet de bénéficier de prébendes ; il est aussi nommé juge ecclésiastique du Tribunal de la Couronne.
Il retourne à Rome en 1729.
En 1732, la famille Czartoryski obtient avec le soutien de la France[réf. nécessaire] sa nomination comme évêque de Poznań.

### Carrière sous le règne d'Auguste III(1733-1763)
La défaite de la faction pro-française (favorable à l'accession au trône de Stanislas Leszczynski) lors de la guerre de Succession de Pologne ne lui permet cependant pas d'obtenir sa nomination comme cardinal. Et, bien qu'approuvé à contrecœur par le roi Auguste III, l'évêché de Poznań lui est même refusé jusqu'en 1739[réf. nécessaire] (de 1732 à 1739, le poste est occupé par Stanisław Józef Hozjusz).
Devenu évêque effectif, il est membre de droit du Sénat de la République. Il y défend les points de vue de la Familia, c'est-à-dire une volonté de réformer les institutions dans le sens du renforcement du gouvernement central et du pouvoir exécutif, de renforcer et moderniser l'armée et pour cela d'augmenter les impôts.
En tant qu'évêque, il apparaît comme tolérant envers les protestants assez nombreux dans le diocèse de Poznań et ouvert sur certains points (le jeûne). Il s'intéresse aux questions économiques, notamment à la diminution des dettes de la ville de Poznań. Lui-même vit relativement modestement.

### L'interrègne et le début du règne de Stanislas II
Il soutient l'accession au trône de son neveu Stanislas Antoine Poniatowski.
Il commence vers cette époque à s'affaiblir. En 1765, il effectue avec son médecin, Nathanael Matthaeus von Wolf, un séjour à Spa, alors dans les Pays-Bas autrichiens. Son rôle lors de la diète de 1766 est minime, et il reste à l'écart du conflit entre réformateurs et conservateurs en 1767-1768 (confédération de Radom et diète de 1767-1768, dite « diète de Repnine »).

### Sources
- (en) Cet article est partiellement ou en totalité issu de l’article de Wikipédia en anglais intitulé « Teodor Kazimierz Czartoryski » (voir la liste des auteurs).